# Trzciny Giżewskie
Trzciny Giżewskie – jeden z siedmiu obszarów o szczególnym znaczeniu na terenie Nadgoplańskiego Parku Tysiąclecia.
Położony w północno-zachodniej części nadgopla o powierzchni 53 hektarów obejmuje pas trzcin o długości 3600 metrów. Jego zasięg przechodzi niedaleko wsi Rzepowo, Giżewo, Racice. Na tym terenie zlatują się i  żerują liczne stada gęsi gęgawy, żurawi, czajek, szpaków i innych ptaków. To tu można spotkać największe skupisko skowronków polnych.
Dzięki trzcinom i szuwarom, rezerwat ten jest jednym z najlepszych miejsc lęgowych dla ptactwa wodnego. 
Fauna rezerwatu
W miejscach podtopionych i wilgotnych występują takie ptaki, jak:
- wodnik
- kropiatka
- trzcinniczek
- rokitniczka
- potrzos
- wąsatka

Gnieżdżą się tutaj również gęsi gęgawy.
Flora rezerwatu
Głównymi roślinami rosnącymi na tym terenie są, jak wskazuje nazwa, trzciny i sitowia. Te natomiast dają schronienie dla innych gatunków flory rosnących w tej strefie jeziora. Wymienić wśród nich można:
- mannę mielec
- kasiec żółty
- mozgę trzcinowatą